# Microstylum spectrum
Microstylum spectrum är en tvåvingeart som först beskrevs av Christian Rudolph Wilhelm Wiedemann 1828.  Microstylum spectrum ingår i släktet Microstylum och familjen rovflugor. Inga underarter finns listade i Catalogue of Life.